# (37493) 1171 T-2
1171 T-2 (asteroide 37493) é um asteroide da cintura principal. Possui uma excentricidade de 0.09010480 e uma inclinação de 9.68230º.
Este asteroide foi descoberto no dia 29 de setembro de 1973 por Cornelis Johannes van Houten e Ingrid van Houten-Groeneveld e Tom Gehrels em Palomar.